# Застава Мауританије
Застава Мауританије усвојена је 1. априла 1959. године, након ослобођења од француске колонијалне власти.
Зелена боја заставе и полумесец са звездом симболизују ислам. Жута боја полумесеца и звезде симболизује пустињу Сахару.
На референдуму одржаном 5. августа 2017. одлучено је да се изврши промена на застави додавањем два црвена поља на горњем и доњем делу заставе која симболизују „проливену крв за ослобођење од француске колонијалне власти”. За промену је гласало 85,6% гласача, док је 9,9% било против. Укупна излазност је била 53,73%.